# Brando Eaton

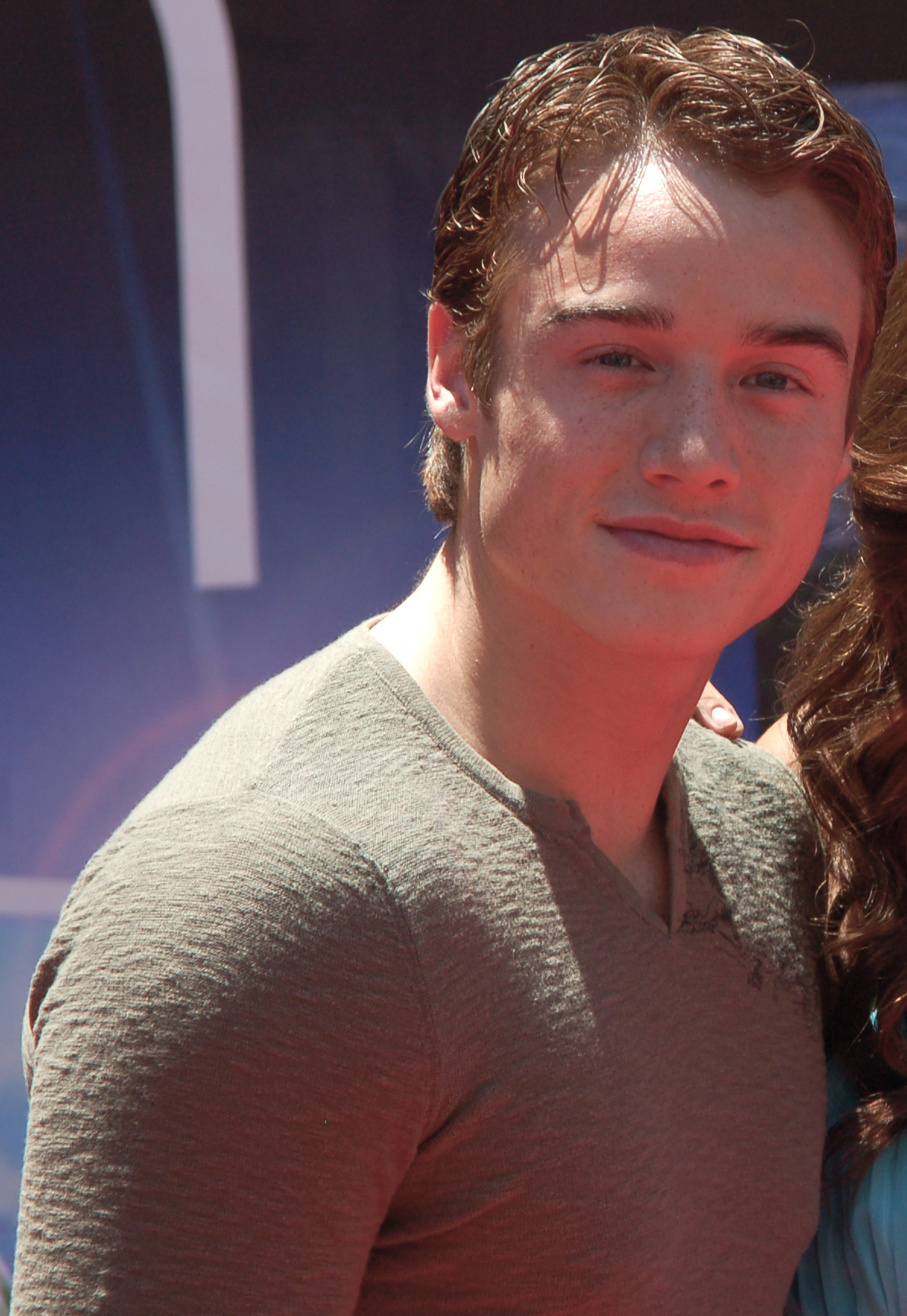
Brando Eaton (2009)

Brando Matthew Eaton (* 17. Juli 1986 in Los Angeles, Kalifornien) ist ein US-amerikanischer Schauspieler.

## Leben
Eaton begann im Alter von fünf Jahren mit dem Schauspielern und setzte es in seiner Highschoolzeit fort. Im Alter von 17, nachdem er die Highschool beendet hatte, belegte er einige Kurse für Schauspielkunst, die er durch kleine Nebenjobs finanzierte.
Sein erster Film war Powder Puff Principle, ein Kurzfilm aus dem Jahr 2007. Danach spielte er vor allem in Fernsehserien mit.

## Filmografie (Auswahl)
- 2007: Ganz schön schwanger (Notes from the Underbelly, Fernsehserie, eine Folge)
- 2007: The Closer (Fernsehserie, eine Folge)
- 2007: CSI: Vegas (Fernsehserie, eine Folge)
- 2007: Journeyman (Fernsehserie, eine Folge)
- 2007: Bionic Woman (Fernsehserie, eine Folge)
- 2006, 2008: Zoey 101 (Fernsehserie, 5 Folgen)
- 2008: The Mentalist (Fernsehserie, eine Folge)
- 2009–2012: The Secret Life of the American Teenager (Fernsehserie, 22 Folgen)
- 2009: Alvin und die Chipmunks 2 (Alvin and the Chipmunks: The Squeakquel)
- 2009: Bones – Die Knochenjägerin (Fernsehserie, eine Folge)
- 2009: Navy CIS (Fernsehserie, eine Folge)
- 2009–2011: Dexter (Fernsehserie, 8 Folgen)
- 2011: Born to Race
- 2011: American Horror Story (Fernsehserie, 2 Folgen)
- 2011: Awkward – Mein sogenanntes Leben (Fernsehserie)
- 2012: TalhotBlond
- 2013: Hawaii Five-0 (Fernsehserie, eine Folge)
- 2013: Navy CIS: L.A. (Fernsehserie, eine Folge)
- 2014: Melissa & Joey
- 2014: Cabin Fever 3: Patient Zero (Cabin Fever: Patient Zero)
- 2014: American Sniper
- 2019: Bennett’s War